# Jozef Bencúr (kněz)
Jozef Bencúr (28. února 1728, Jasenová – 21. srpna 1784, Bratislava) byl evangelický kněz, spisovatel, pedagog.

## Životopis
Studoval na univerzitě v Jeně a Halle. Mezi lety 1755–1760 a 1771–1776 byl rektorem a profesorem evangelického lycea v Kežmarku a mezitím v letech 1760–1771 v Bratislavě. Byl přívržencem osvícenského absolutismu. Spolupracoval s Adamem Františkem Kollárem. Pracoval v komisi pro reformu školství v Uhersku. Za svojí vědeckou práci byl odměněn Marií Terezií. Císař Josef II. ho jmenoval ředitelem císařsko-královské knihovny ve Vídni, po převzetí dekretu však náhle zemřel.
Byl autorem geograficko-historických a právnických děl.

## Dílo
- Compendium Hungarie geograficum (Bratislava, 1753)
- Ius publicum Hungarie (Vídeň, 1790)